# Vrederust (Halsteren)
Vrederust is een psychiatrisch centrum ten oosten van Halsteren in de provincie Noord-Brabant.

## Geschiedenis
Oorspronkelijk lagen hier twee particuliere landgoederen, Buitenlust genaamd, en nog een paar andere aangrenzende terreinen met een gezamenlijke oppervlakte van 109 ha. die in 1906 werden aangekocht door de Vereeniging tot Christelijke Verzorging van Krankzinnigen in Zeeland opgericht in 1904. Het betrof dus een in Zeeland gevestigde stichting van protestanten huize. Deze wenste een bosrijke plaats voor een inrichting, waar schoon drinkwater voorhanden was. Door de opvattingen van die tijd, voor het behandelen van geesteszieken werd een bosrijke omgeving als heilzaam gezien, voor de normen van die tijd voldeed er geen grond in Zeeland. Aldus kwam men op een plaats buiten de eigen provincie terecht, goed bereikbaar uit alle hoeken van de provincie, het was maar 30 minuten lopen van het spoorwegstation (in die tijd niet ver).
De naam Vrederust was oorspronkelijk de naam van een buiten op Walcheren wat men had willen aankopen, maar niet voldeed aan de eisen.
Op 5 mei 1909 werd Vrederust officieel geopend en op 7 mei 1909 arriveerden de eerste patiënten. 
Eind 1909 waren er 187 patiënten ingeschreven. In 1926 waren er 6 paviljoens voor mannelijke patiënten, aan de linkerkant van de Hoofdlaan en 6 paviljoens voor vrouwen, aan de rechterkant van de Hoofdlaan.   De paviljoens werden met nummers aangeduid, paviljoen 1,3,5,7,9 en 11 voor de mannen en de paviljoens 2,4,6,8,10 en 12 voor de vrouwen. Al deze paviljoens zijn nu afgebroken behalve paviljoen 1, nu de Schorre genoemd. Dit paviljoen was samen met pav. 2 in 1931 uitgebreid met ieder een vleugel, ontworpen door Berend Boeyinga, in Amsterdamse Schoolstijl. In 1931 is ook het Hoofdgebouw gebouwd, ook ontworpen door Boeyinga. Dit gebouw is nog steeds in gebruik.
Therapeutisch werk was te vinden in de boomgaard, de bloemkwekerij en de moestuin. Een van de patiënten was kunstenaar Reinier Kennedy, hij woonde hier van 1928  tot aan zijn dood op 23 maart 1960. Van hem zijn vele tekeningen met als onderwerp het leven op Vredelust, bewaard gebleven. In 1923 werd er een protestantse kerk op het terrein gebouwd, zaalkerkje met een vierkante toren. Architect was F.G.C. Rothuizen. ong. in 1970 werd de kerk verbouwd en wit geschilderd en kreeg toen de naam "De Ark".
In 1908 werd een watertoren gebouwd, onder architectuur van E. Knevel. Deze toren was nodig om het terrein drinkwater te voorzien. De toren was 31 meter hoog. In 1994 werd ze afgebroken.
Aldus ontstond te midden van het Brabantse land een protestantse, Zeeuwse, enclave.
Van juni 1940 tot en met oktober 1944 was het in gebruik als Marine lazaret van de Duitsers, elke keer wilden de Duitsers meer gebouwen, uiteindelijk hadden zij 9 van de 12 paviljoens gevorderd en enige villa's aan de hoofdlaan, centrale keuken en wasserij werden gezamenlijk gebruikt, maar er was Duits en Nederlands personeel wat werkte voor de eigen mensen.
De patiënten van Vrederust waren voor een klein deel met personeel naar andere inrichtingen gebracht. Onder andere in 1941 een groep vrouwelijke patiënten naar het Oude en Nieuwe gasthuis in Zutphen en het Groot Graffel in Warnsveld. Op het terrein zelf werden noodvoorzieningen getroffen, zo werd het oude kantoor, de oude houten kerk in gebruik genomen om patiënten onder te brengen, tevens werden nog enige barakken aangekocht. Vrederust heeft ook in en buiten Bergen op Zoom ruimte kunnen huren om patiënten onder te brengen, Villa Meilust, aan de Zandstraat, Het Protestantse - en Katholieke Weeshuis in de Blauwe Handstraat, De Jozefgezellenvereniging in de Burg. van Hasseltstraat, Huize Lievenshove aan de Balsebaan (is afgebroken en nu staat er sporthal Gageldonk) Huize Lievensberg en de Jeugdherberg Klavervelden (niet het huidige gebouw dat is van later datum) ook aan de Balsebaan, nu Balsedreef. De patiënten van Hz Lievenshove en Klavervelden, werkten in de bossen rondom deze gebouwen.
Half oktober 1944 konden alle patiënten uit niet meer bezet gebied terugkeren naar Vrederust, waar ook evacues waren van Tholen en Schouwen-Duiveland, want deze eilanden waren onder water gezet (geïnundeerd). tijdens de bevrijding van Bergen op Zoom 27-10-1944 en Vrederust 30-10-1944 kwamen er nog vluchtelingen bij uit de directe omgeving. Vrederust heeft ook schade opgelopen tijdens de bevrijding, maar er waren geen doden te betreuren, wel gewonden.

## De Viersprong
Vanuit het nabijgelegen Vrederust werd in 1955 De Viersprong opgezet. Daartoe werd de villa Buitenrust met bijbehorende tuin aangekocht. De tuin is ontworpen door Mien Ruys. In 1957 kwamen de eerste cliënten in de toen neurosesanatorium genaamde instelling. Ook pubers- en adolescenten (jongvolwassenen) konden worden opgenomen. Er waren veel door de watersnoodramp in Zeeland (1953) getraumatiseerde patiënten bij. In 1968 werd de naam gewijzigd in psychotherapeutisch centrum. In 1970 werd De Viersprong zelfstandig. Er werden paviljoens in de tuin gebouwd en het aantal cliënten nam toe. De villa diende als hoofdgebouw, totdat in 1995 een nieuw hoofdgebouw werd neergezet en de staf in de villa ging huizen. Vooral sinds 2000 werden nieuwe behandelmethoden geïntroduceerd, met name voor mensen met complexe persoonlijkheidsproblemen en gedragsproblemen. In 2011 werd de naam van de Viersprong veranderd in de Viersprong, landelijk centrum voor persoonlijkheidsproblematiek. In 2014 werd de naam de Viersprong, specialist in persoonlijkheid, gedrag en gezin.

## Heden
Later, toen het moeilijker werd om Zeeuwse werknemers te vinden, kwamen er steeds meer West-Brabanders te werken. In de jaren 70 van de 20e eeuw werd Vrederust meer en meer geïntegreerd in de omgeving waarin het lag. Er kwam meer aandacht voor ambulante verzorging waardoor het aantal permanente cliënten afnam. Uiteindelijk werd het ziekenhuis onderdeel van GGZ West-Noord-Brabant.
In 1987 werd een deel van het terrein aangekocht door de Stichting Brabants Landschap. Dit deel ging weer- net als voorheen- Buitenlust heten.
Het terrein van de instelling Vrederust werd in 1997 gerenoveerd. Het werd toegankelijk voor buitenstaanders en er kwam een kunst- en beeldenroute.
In 2009 en 2011 werden een aantal nieuwe gebouwen in gebruik genomen.
In 2009 een zorgcentrum en in 2011 gebouw 'de Schelde', waarin 10 afdelingen zijn gevestigd die voorheen in andere, veelal verouderde, gebouwen op het landgoed waren gevestigd.

## Externe bron
- ReliWiki
- Officiële website